# Bankschmitten
Bankschmitten (auch Bankschnitten) ist eine Rotte in der Marktgemeinde Schönbach im Bezirk Zwettl in Niederösterreich.

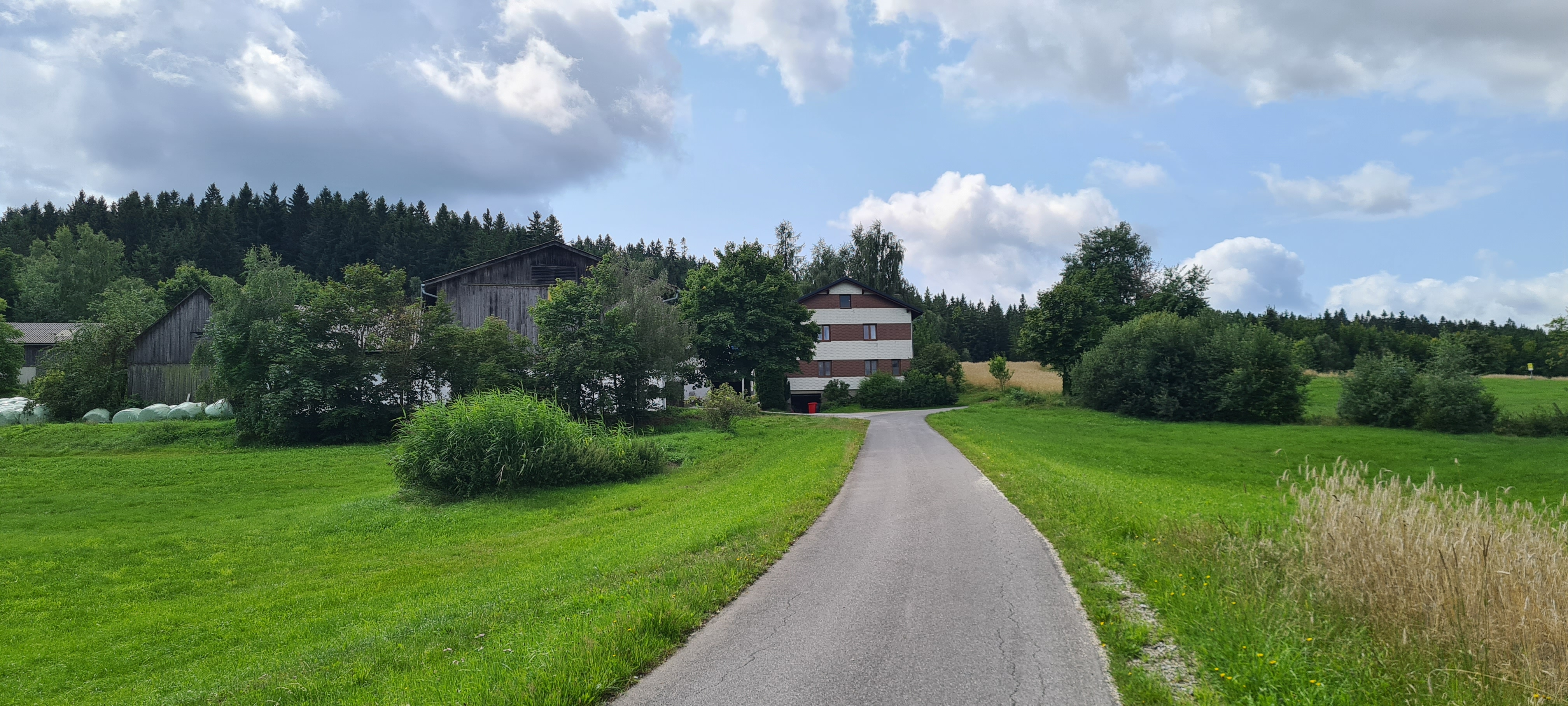
Blick auf einen Hof der Rotte

## Geographie
Die Rotte, ein zur Ortschaft Pernthon gehörender Ort, liegt südlich zwischen Pernthon und Aschen und ist nur über Nebenstraßen erreichbar. Durch Bankschmitten führt auch ein vom Stückelberg (931 m ü. A.) kommender Wanderweg.

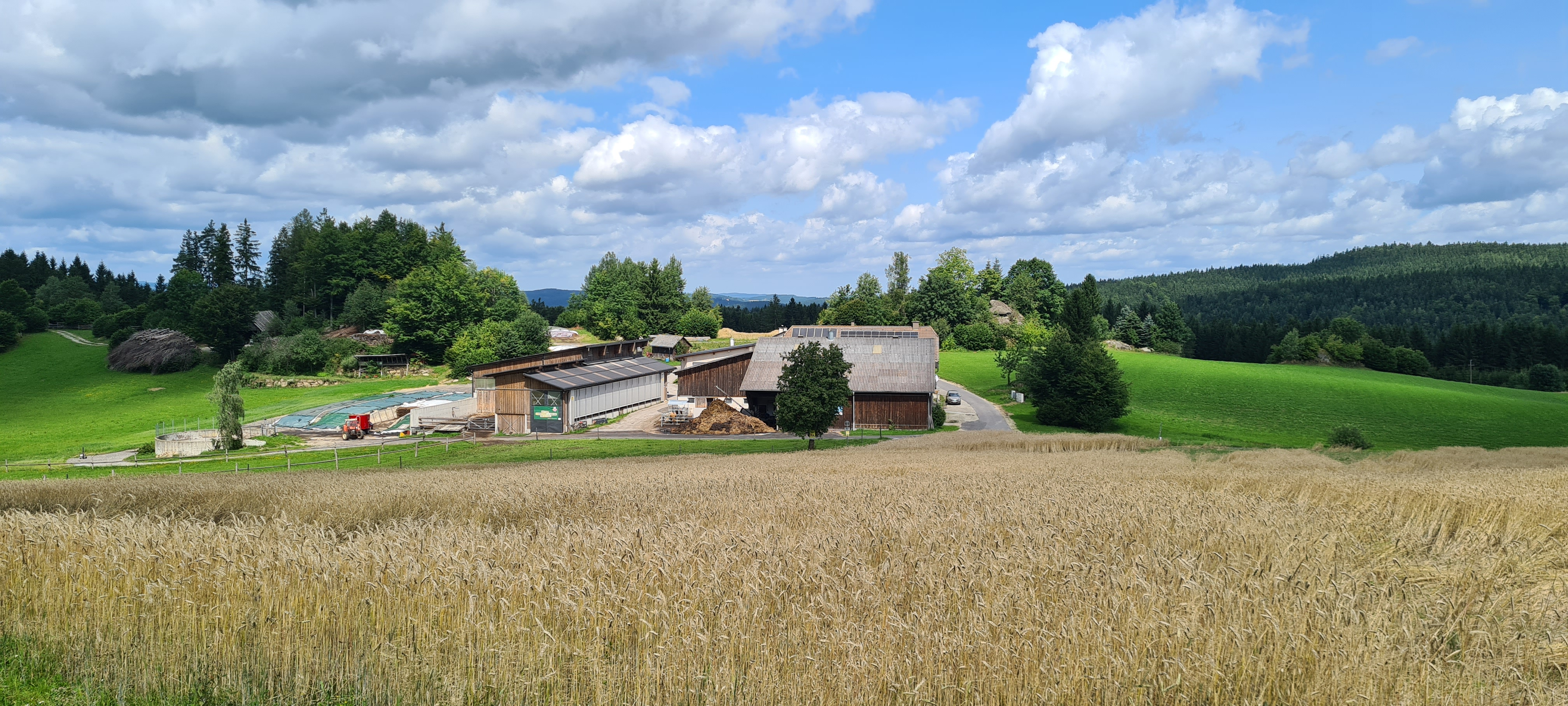
Blick auf einen Hof der Rotte

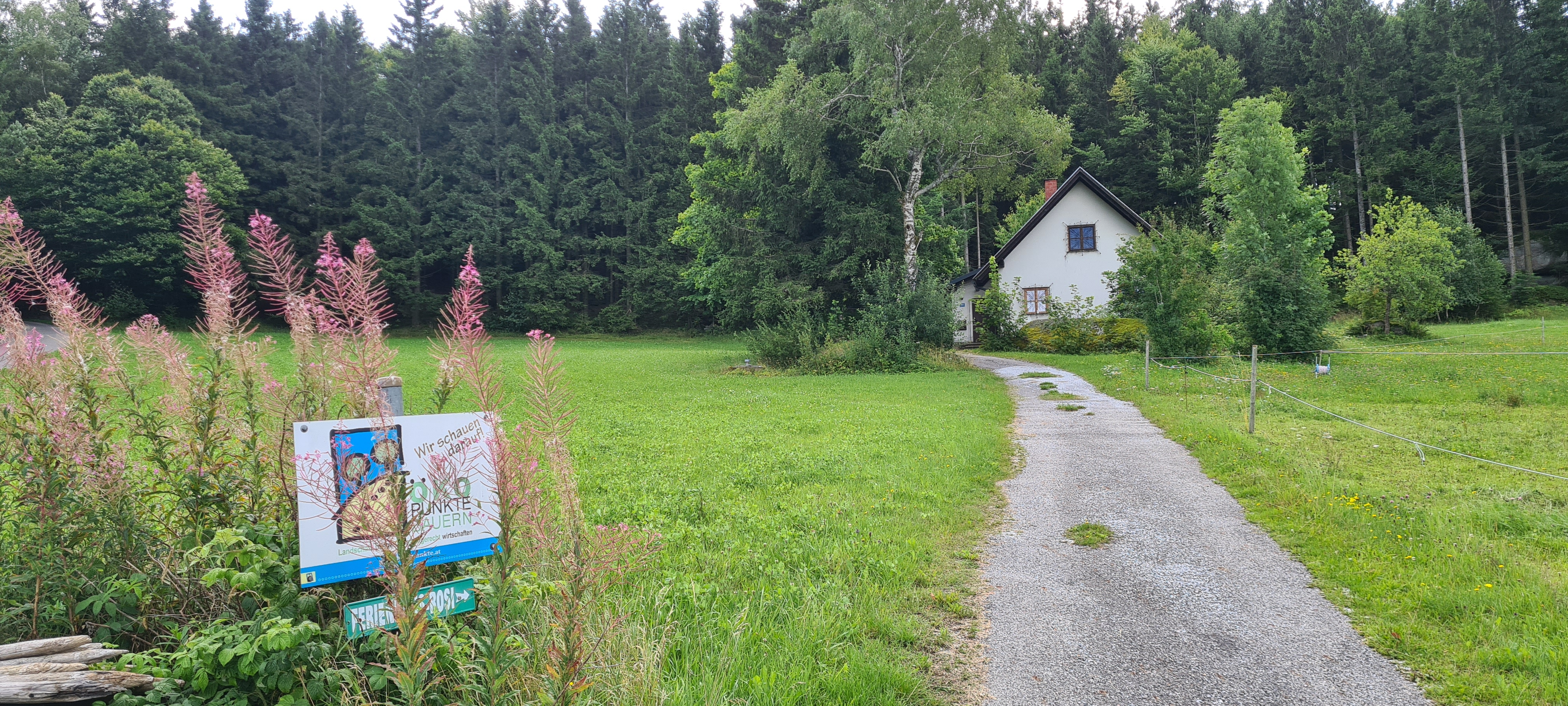
Blick auf das Ferienhaus oberhalb der Rotte

## Geschichte
Die Ortslage wurde 1556 zum ersten Mal schriftlich als Pankschmidthof erwähnt, als Folge der Theresianischen Reformen wurde der Ort dem Kreis Ober-Manhartsberg unterstellt. 
Im Jahr 1822 wurde Bankschmitten als Dorf mit zwei Häusern genannt, das nach Schönbach eingepfarrt war, wohin auch die Kinder eingeschult wurden. Die Herrschaft Rappottenstein besaß die Ortsobrigkeit, übte die Landgerichtsbarkeit aus, besorgte die Konskription und hatte die Grundherrschaft inne.
Nach dem Umbruch 1848 war die dann als Einzelne Häuser benannte Siedlung bis 1867 dem Amtsbezirk Ottenschlag zugeteilt und kam 1849 als Ortsteil zur ehemaligen Ortsgemeinde Pernthon.
Laut Adressbuch von Österreich waren im Jahr 1938 in Bankschmitten keine Gewerbetreibenden ansässig.
Am 1. Jänner 1968 wird die Ortslage als Teil der Gemeinde Pernthon nach Schönbach eingemeindet.

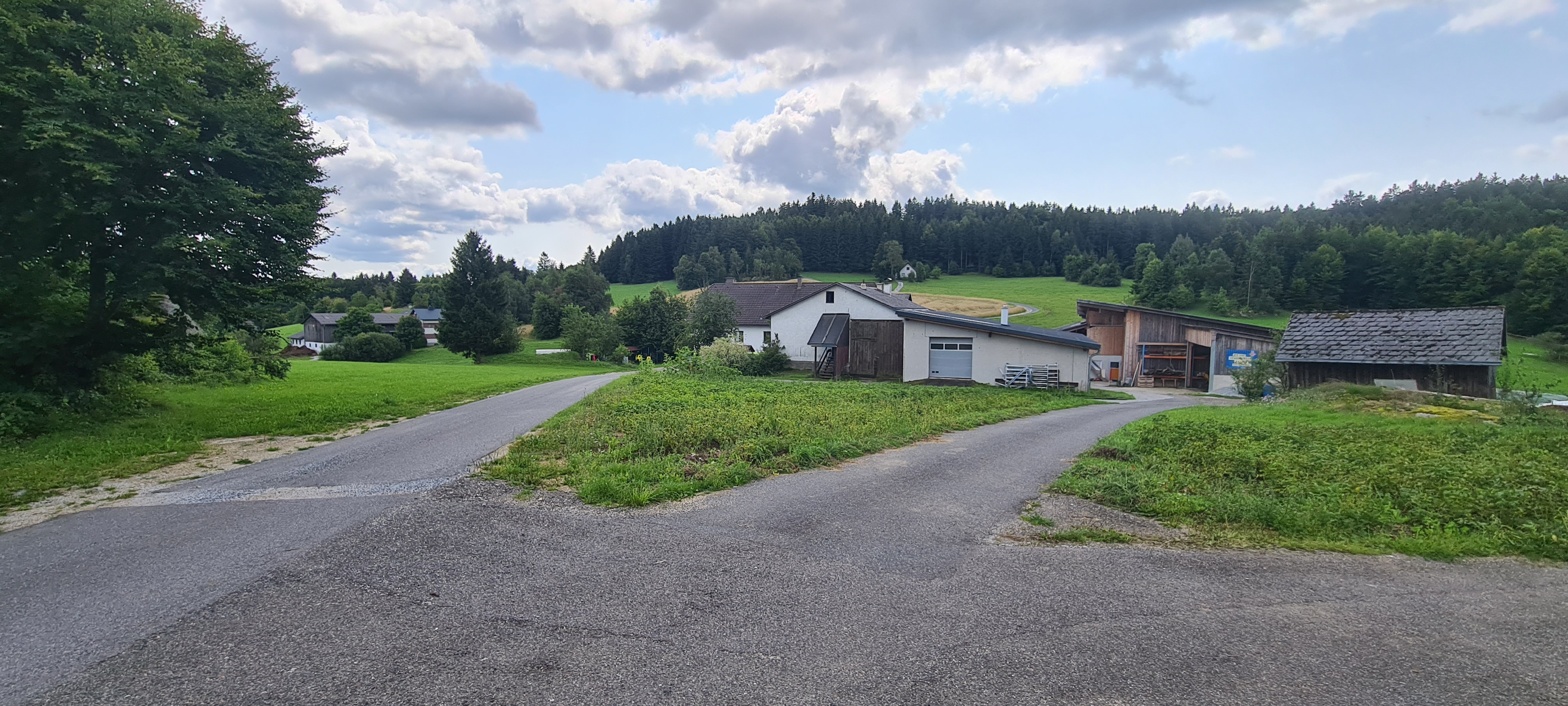
Blick auf das Wohnhaus in der Rotte